# Linia kolejowa nr 127
Linia kolejowa nr 127 – linia kolejowa łącząca stację Radzionków ze stacją Tarnowskie Góry.

## Opis linii
- Kategoria linii: drugorzędna
- Liczba torów: jednotorowa

Na całej długości linia nr 127 przebiega równolegle do dwutorowej linii kolejowej nr 131, łączącej Chorzów Batory z Tczewem.